# Андреевка (Саракташский район)
Андре́евка — село в Саракташском районе Оренбургской области. Село входит в Петровский сельсовет.

## География

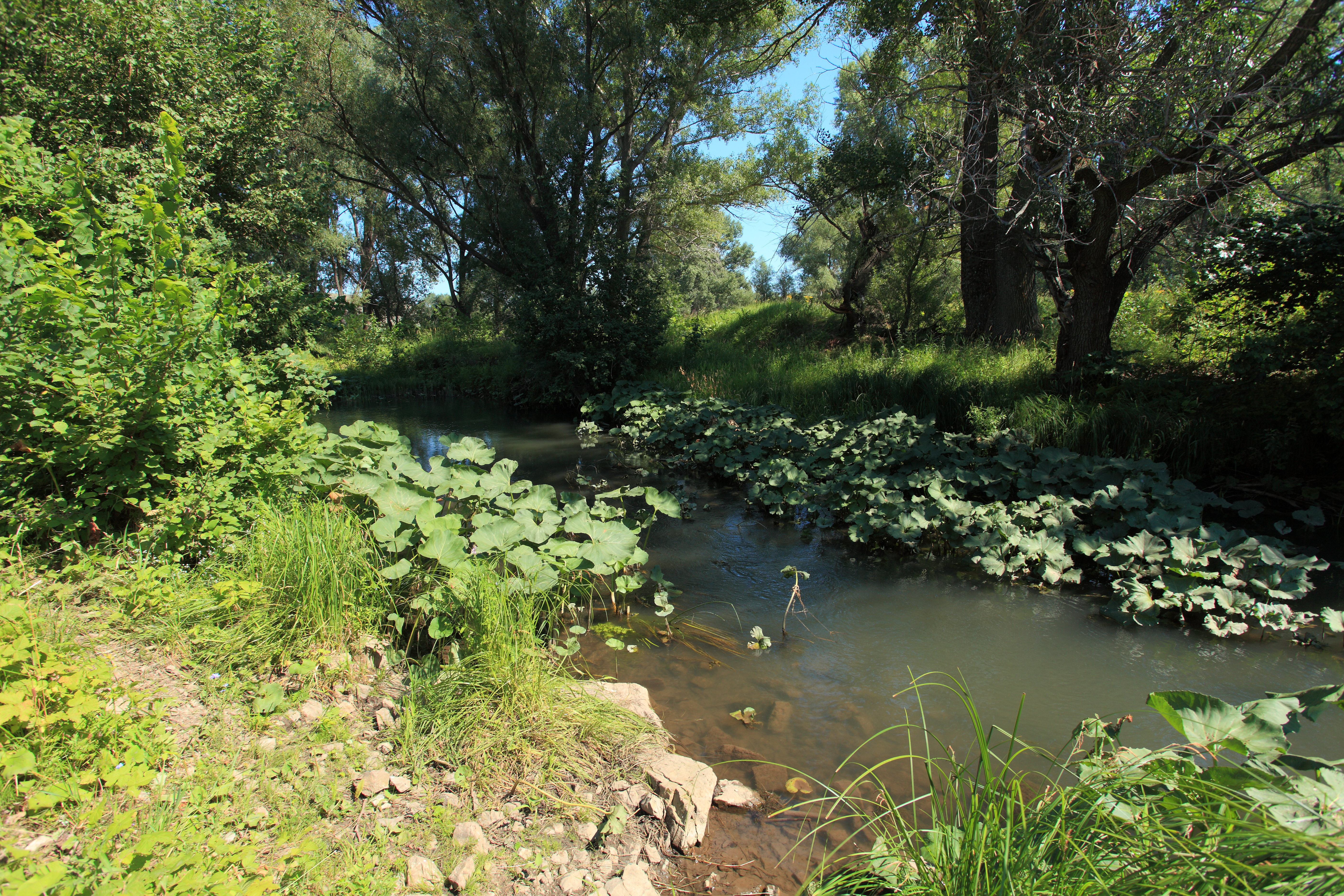
Ускалык выше Андреевки

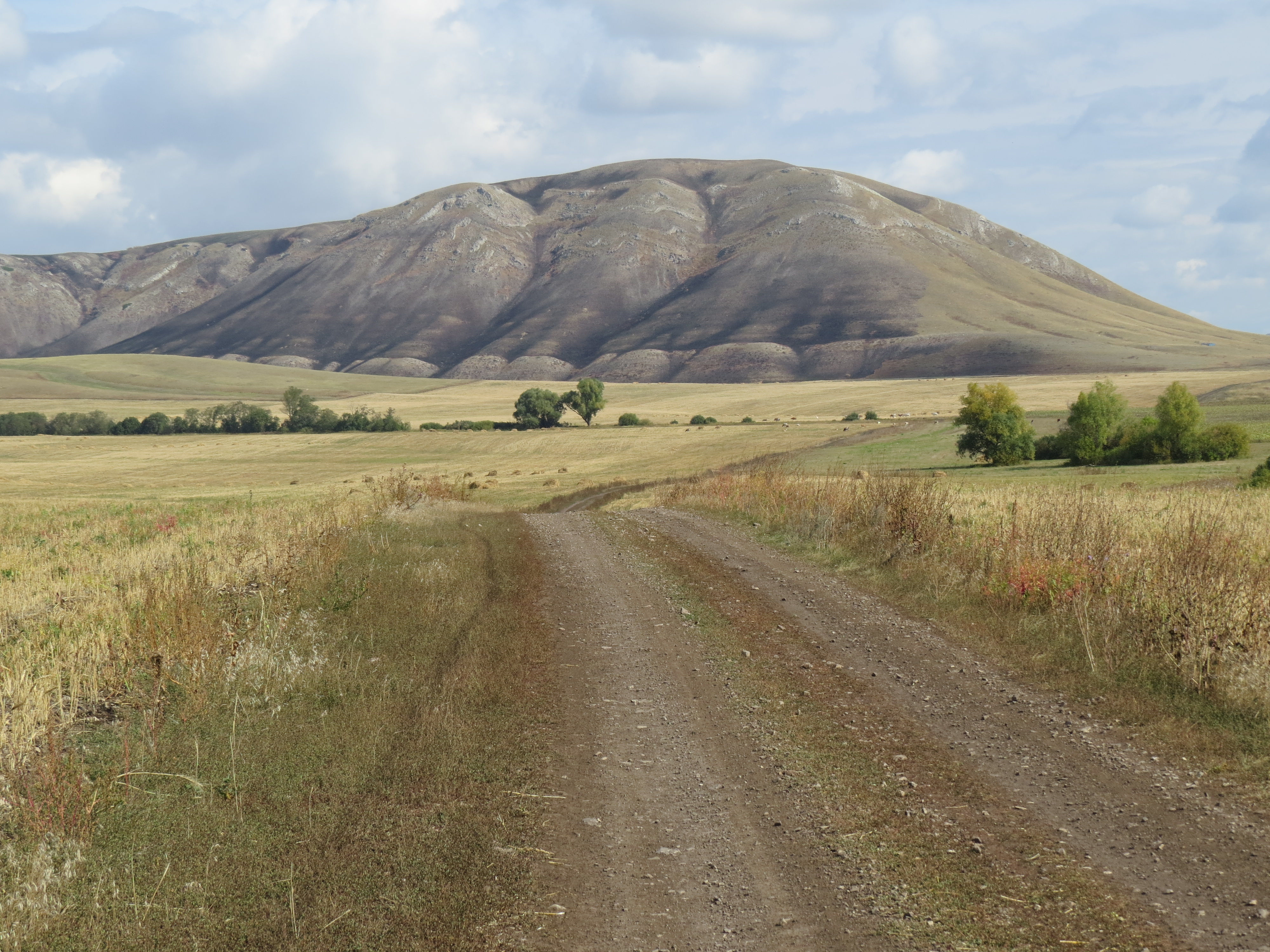
По дороге из Андреевки в Нижний Муйнак

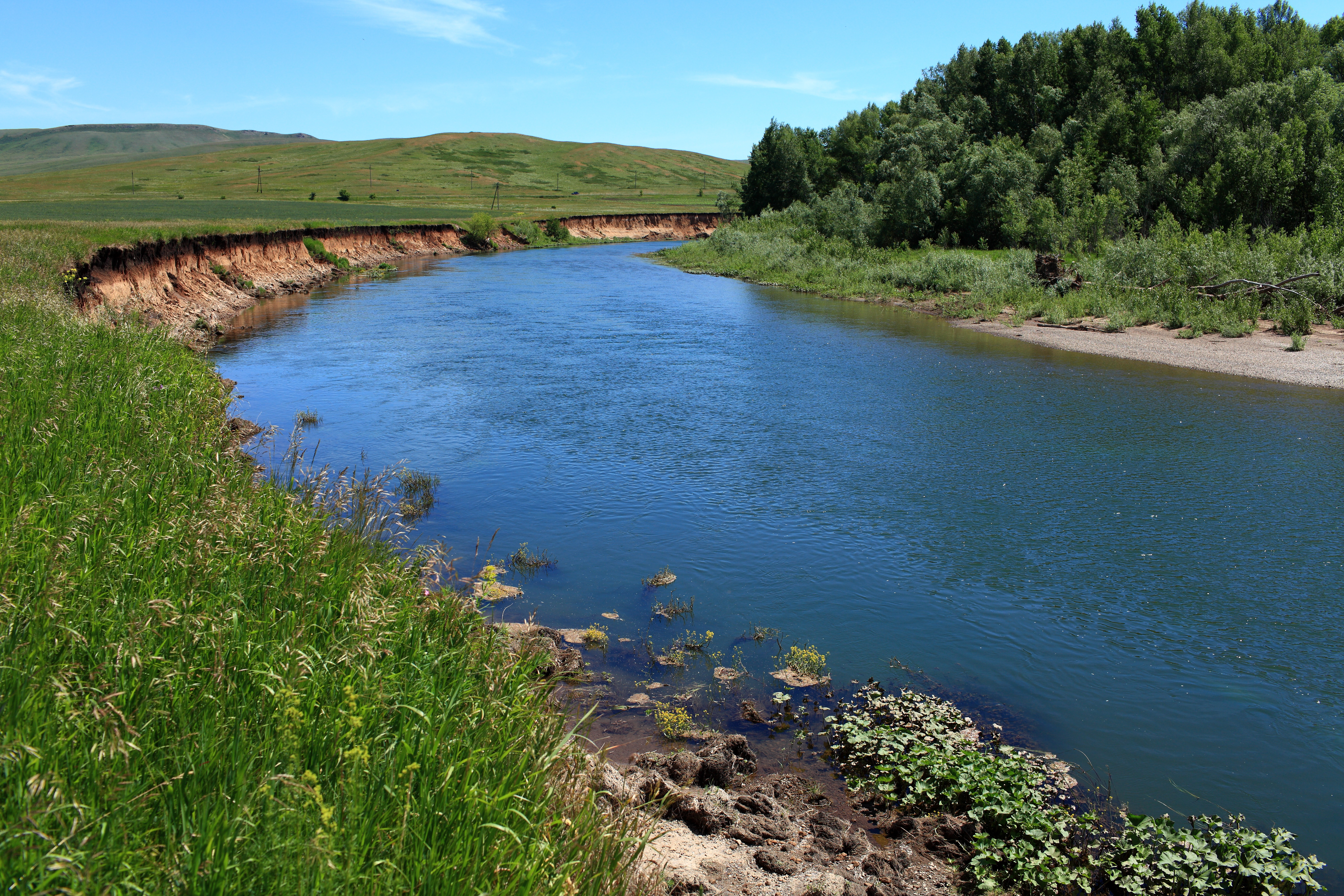
Вид от реки Большой Ик на горную гряду севернее Андреевки

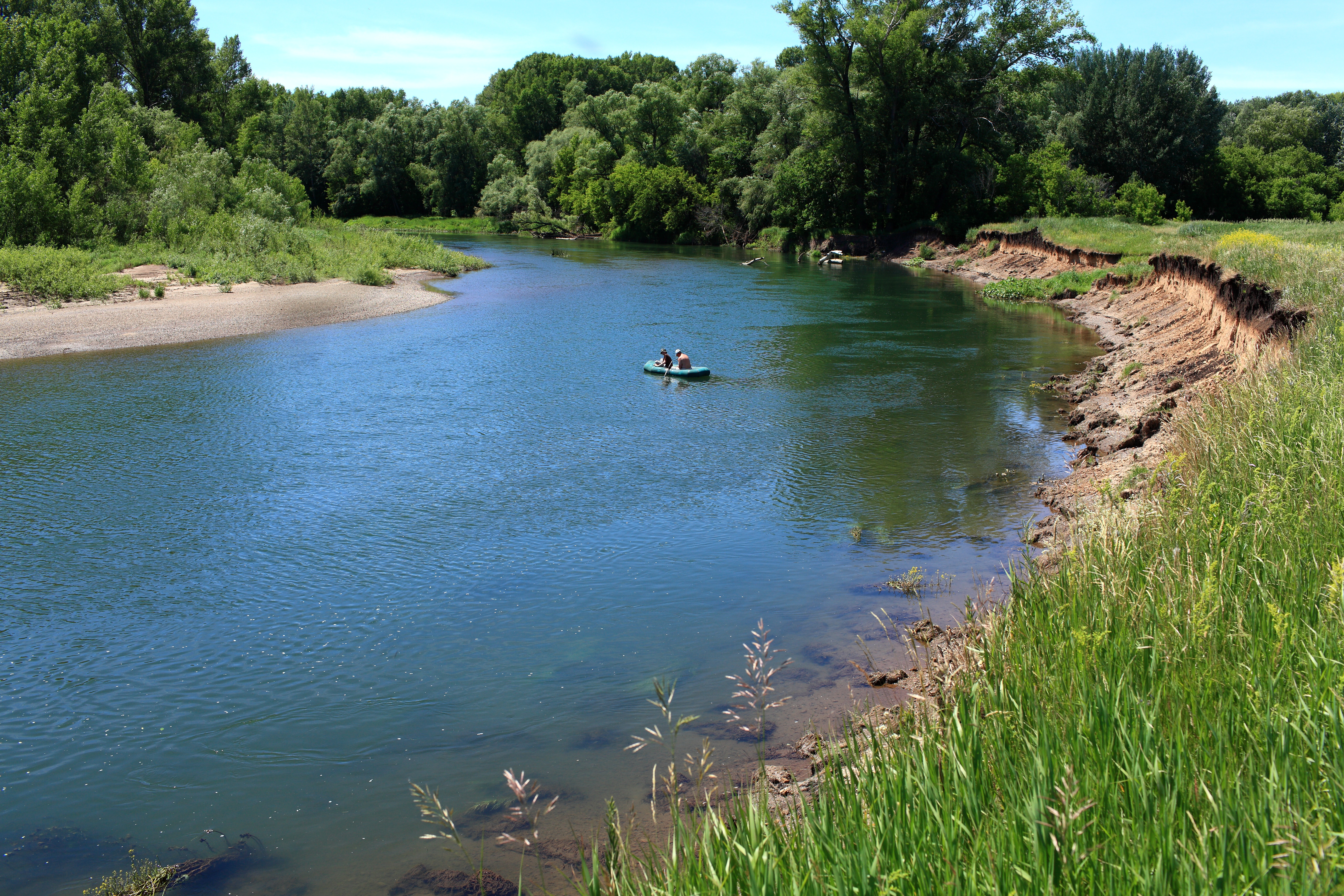
Большой Ик северо-западнее Андреевки

Село расположено на обоих берегах реки Ускалык в месте её выхода с Зилаирского плато на равнину, где несколькими километрами северо-западнее и западнее Андреевки, разделяясь на два рукава (меньший из них, по некоторым данным, носит название Скалык), река впадает в Большой Ик. С востока над Андреевкой возвышается самая западная гряда Зилаирского плато: гора Длинная и севернее неё вершина 405,4 м — восточнее и северо-восточнее села, вершина 382,9 м, гора Провальная южнее неё и ещё южнее гора Малиновая (427,9 м) — юго-восточнее села.
К востоку от Андреевки, уже в пределах плато, рельеф имеет грядовой характер — протянувшиеся в меридиональном направлении хребты чередуются с понижениями, зачастую приуроченными к долинам рек. Юго-восточнее села, за грядой, находится урочище Большой Абсалям с более пологим рельефом, ограниченное с запада и востока возвышенными грядами, с севера вершиной 381,4 м, а с юга — горой Золотая. К северо-востоку от Андреевки вверх уходит долина Ускалыка: урочище Свет Труда к востоку от горы Длинной, район устья левого притока Ускалыка реки Чумаза, на берегах которой ранее стояло ныне не существующее поселение Чумаза, ещё выше по долине — устье другого левого притока Ускалыка, Акберды, и деревня Нижний Муйнак напротив него, на правом берегу.
В окрестностях Андреевки проходит административная граница между Оренбургской областью и Башкортостаном. Территория Башкирии начинается выше по долине Ускалыка приблизительно от устья Чумазы, восточнее вершины 405,4 м и севернее вершины 381,4 м. Гора Малиновая относится уже к территории республики, граница с Башкирией проходит по южным склонам горы Золотой. При этом урочище Большой Абсалям остаётся в пределах Оренбургской области. Крупнейший населённый пункт соседнего региона рядом с Андреевкой — деревня Башкирская Чумаза на востоке, в среднем течении реки Чумазы.
Западнее села рельеф медленно понижается по направлению к руслу реки Большой Ик, с берегами, поросшими осокорем. Северо-западнее Андреевки, в районе устья Ускалыка, на левом берегу отмечено урочище Екатериновка, на правом ранее находилось поселение Поляковка, ныне не существующее. Юго-западнее населённого пункта, также на восточном берегу реки Большой Ик, зафиксированы урочища Новобогодаровка и Богородский. В этом же направлении, через урочище Марьевка, от Андреевки уходит дорога, связывающая её с селом Петровское, центром сельсовета. В северном направлении от Андреевки уходит дорога в сторону Ковыловки.

## История
В качестве даты основания Андреевки называется 1796 год; по другим данным, поселение возникло раньше, в 1780-е годы. Андреевка, как и соседнее село Петровское, принадлежала помещикам Крашенинниковым (из числа которых наиболее известен писатель Н. А. Крашенинников) и получила своё название в честь сына основателя деревни поручика Петра Дмитриевича Крашенинникова — Андрея Петровича.
По некоторым сведениям, в качестве приданого за дочерью основателя Андреевки Татьяной Петровной Крашенинниковой в 1819 году деревня перешла в собственность её супруга генерал-майора С. Ф. Циолковского. В 1830-х годах в Андреевке бывал В. И. Даль, оставивший рисунок поместья. В имениях Крашенинниковых бывал путешественник Г. С. Карелин. Вероятно, в 1840—1850-х годах Андреевку и окрестности посещали его дочери Надежда и Елизавета.
В советский период в селе работала школа-семилетка. В процессе укрупнения коллективных хозяйств в районе сначала колхоз в Андреевке присоединил к себе колхоз деревни Марьевка (на сегодня имеется лишь одноимённое урочище недалеко от Андреевки), а затем сам вошёл в состав крупного колхоза «Родина» с центром в селе Петровском.

## Население
| 2010 |
| ---- |
| 238  |

По состоянию на 1980 год население села составляло около 300 человек. Согласно переписи 2002 года, в селе проживало 283 человека, из них 142 мужчины и 141 женщина, 91 % населения составляли русские. По данным переписи 2010 года, 88 % населения села составляли русские.

## Улицы
В Андреевке три улицы: Мира, Советская и Школьная.

## Инфраструктура
- Начальная общеобразовательная школа.
- Фельдшерско-акушерский пункт.
- Сельский клуб.
- Сельский филиал централизованной библиотечной системы.
- Почтовое отделение[4].
- Ранее в окрестностях села (западнее и северо-западнее, в нижнем течении Ускалыка) располагались рыбопитомники[1].

## Достопримечательности
Церковь

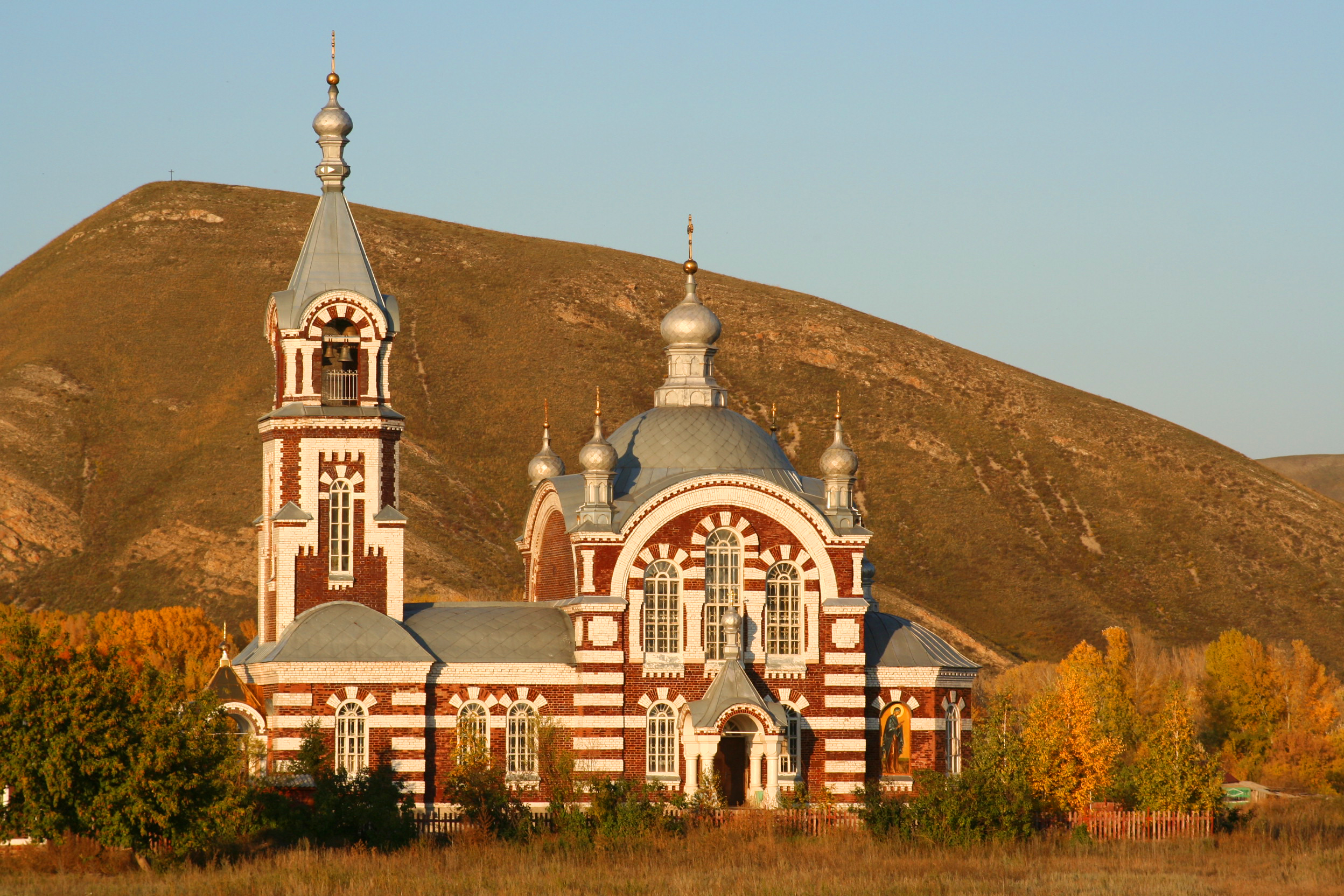
Церковь в Андреевке

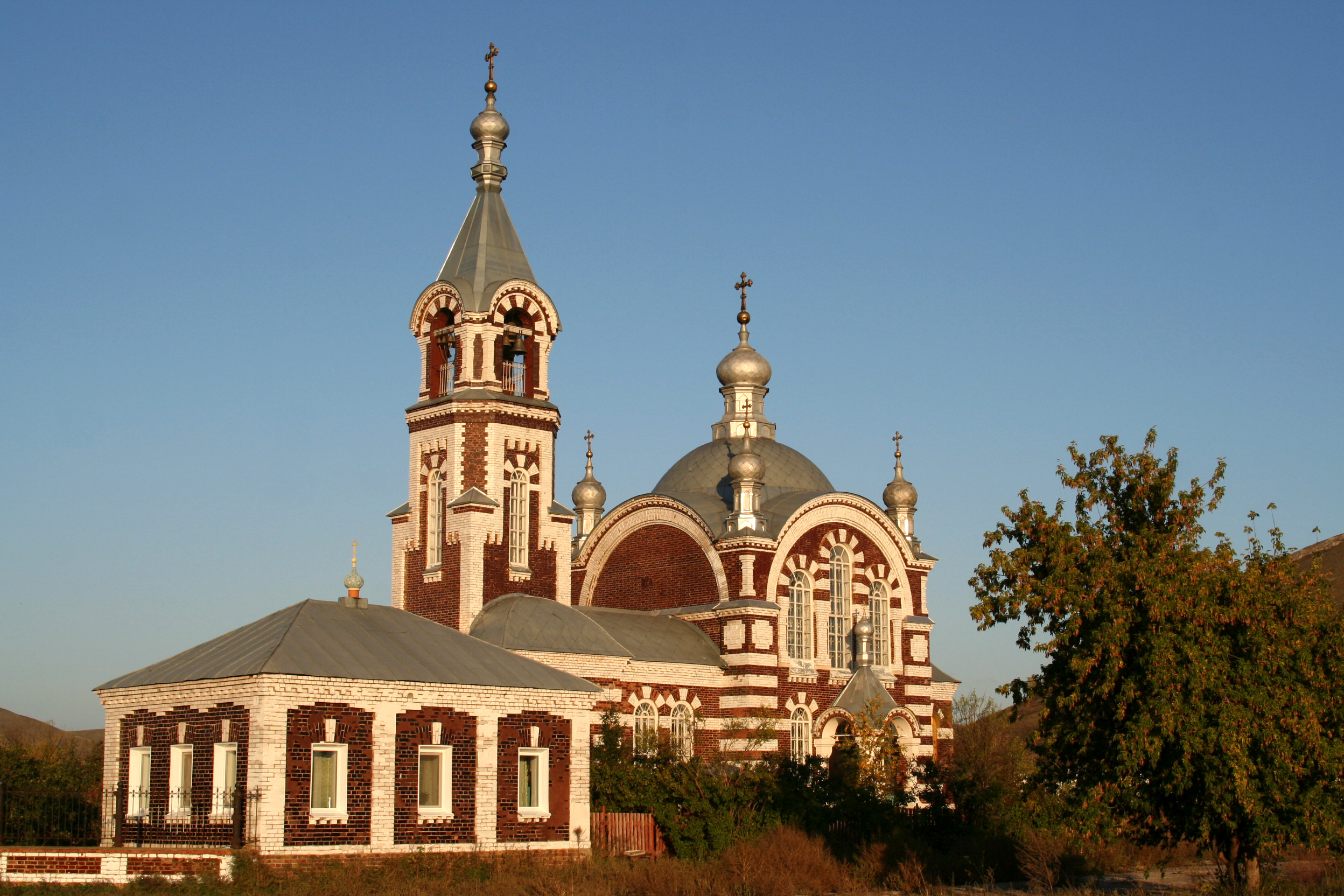
Церковь в Андреевке

Михайло-Архангельская церковь — памятник областного значения. Выстроена в 1898—1901 годах на средства оренбургского предпринимателя и благотворителя губернского секретаря Михаила Алексеевича Чистозвонова, находившегося в родственных отношениях с помещиками Крашенинниковыми. До строительства церкви тогда ещё деревня Андреевка относилась сначала к приходу села Спасского, затем, с 1843 года — к приходу села Петровского. 30 августа 1901 года строительство храма было завершено, 24 сентября по благословению епископа Оренбургского Владимира церковь была освящена.
М. А. Чистозвонов в 1905 году пожертвовал церкви и причту 20 тыс. рублей, также церковь была обеспечена землёй, каменными и деревянными строениями для священнослужителей, утварью и ризами. В течение нескольких лет он был старостой церкви и впоследствии был похоронен у её стен.
В советское время в здании храма располагался зерновой элеватор. Впоследствии священник Н. Е. Стремский предлагал устроить в бывшей церкви детский санаторий. С сентября 1996 года решением Патриарха Алексия II храм был передан иноческой общине, 17 июля 1998 года община преобразована в Свято-Андреевский мужской монастырь.
Памятники природы

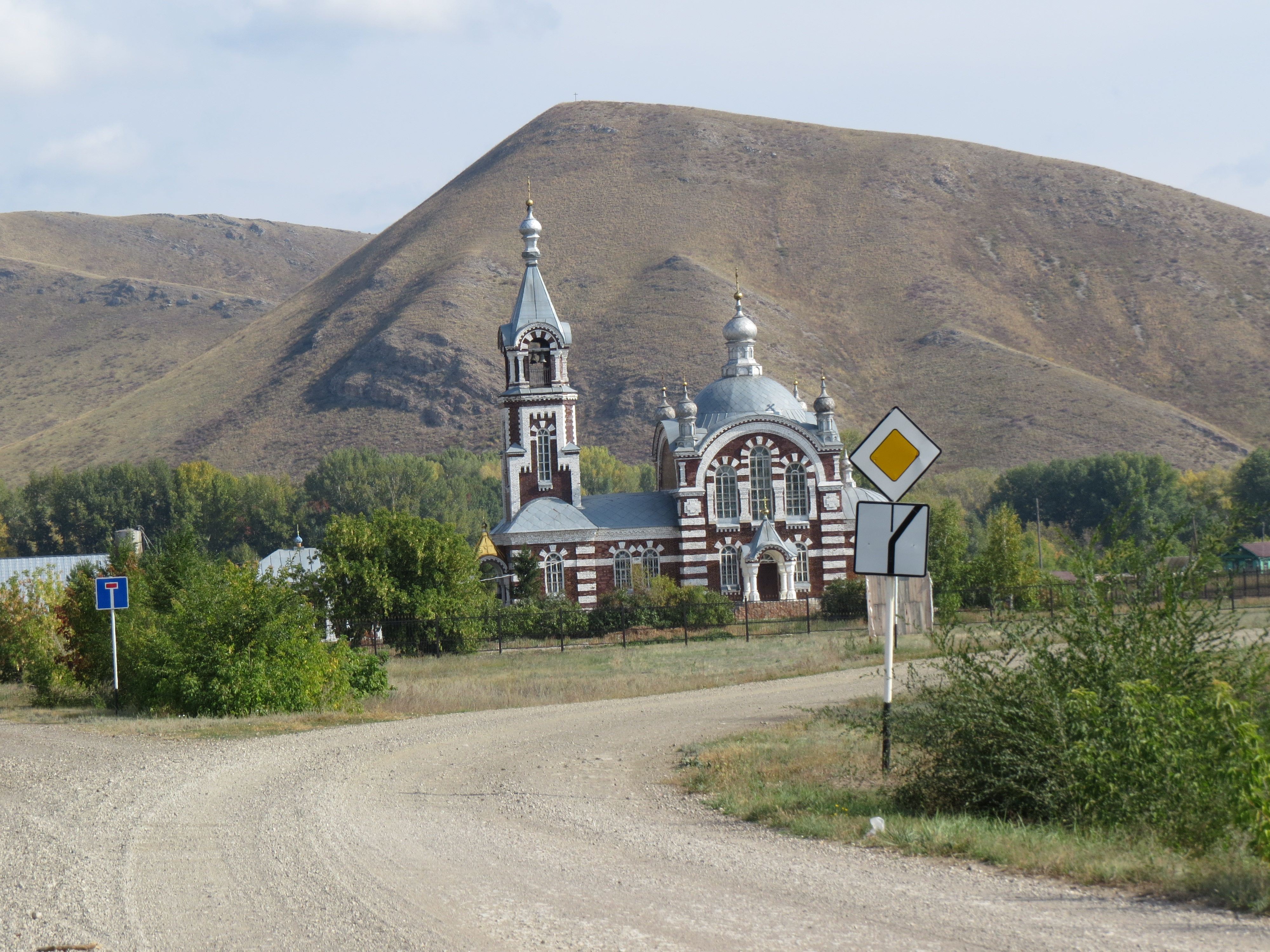
Господствующая над селом гора Сергеевская

- Андреевские Шишки — памятник природы регионального значения, пять шишкообразных вершин в составе горной гряды, протянувшейся с севера на юг к востоку от Андреевки. Северный участок, к северу от русла Ускалыка — гора Длинная и более низкая и небольшая по размерам гора Сергеевская. Южный участок, к югу от русла Ускалыка — гора Часовная (вершина 382,9 м; получила своё название, вероятно, из-за выстроенной на горе в начале XX века часовни в честь святого Николая)[5], гора Провальная и, на границе с Башкирией, гора Марьевская (восточнее урочища Марьевка)[1][4][11].
- Андреевские лиственницы — 4 лиственницы, представляющие собой остатки лесопарка, разбитого М. А. Чистозвоновым в 1901 году за зданием выстроенной им же церковно-приходской школы[5] на площади в четверть гектара. Высота деревьев достигает 15 м. Памятник природы регионального значения в категории лесокультурных памятников[4].